# Jess Harnell/Filmografie

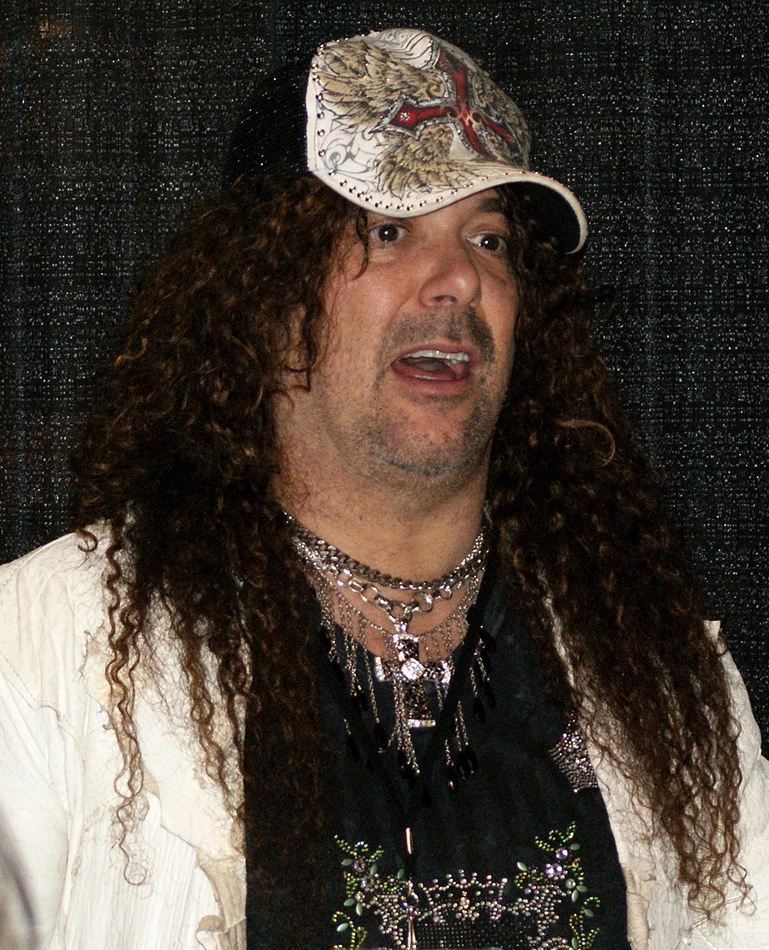
Jess Harnell

Dies ist die Filmografie des US-amerikanischen Synchronsprechers Jess Harnell. Harnell hatte sehr viele Rollen in Film und Fernsehen. Zusätzlich sprach er auch Charaktere in Videospielen sowie in Attraktionen von Vergnügungsparks. Nur selten hatte er Gastauftritte als Schauspieler.
Wenn kein deutscher Titel eingetragen ist, existiert keine deutsche Version des Films. Harnell sprach immer die englische Originalstimme. Wenn unter Anmerkungen „englische Version“ angegeben ist, so war Harnell nicht der Originalsprecher.

## Filme
| Jahr | Titel                                            | Originaltitel                               | Rollen                                                               | Anmerkungen                                                                                  |
| ---- | ------------------------------------------------ | ------------------------------------------- | -------------------------------------------------------------------- | -------------------------------------------------------------------------------------------- |
| 1988 | Boulevard of Broken Dreams                       | Boulevard of Broken Dreams                  | Benny Dimase                                                         |                                                                                              |
| 1994 |                                                  | Yakko's World: An Animaniacs Singalong      | Wakko Warner                                                         | Videofilm                                                                                    |
| 1994 | Pom Poko                                         | Pom Poko                                    | Gyobu                                                                | Englische Version                                                                            |
| 1995 | Felidae                                          | Felidae                                     | verschiedene                                                         | Englische Version nicht im Abspann                                                           |
| 1995 | Aladdin und der König der Diebe                  | Aladdin and the King of Thieves             | fetter Dieb                                                          | Videofilme                                                                                   |
| 1997 | Casper – Wie alles begann                        | Casper: A Spirited Beginning                | Fatso                                                                | Videofilme                                                                                   |
| 1998 | Das magische Schwert – Die Legende von Camelot   | Quest for Camelot                           | verschiedene                                                         |                                                                                              |
| 1998 | Casper trifft Wendy                              | Casper Meets Wendy                          | Fatso                                                                | Videofilm                                                                                    |
| 1998 | Das große Krabbeln                               | A Bug’s Life                                | Buskäfer                                                             |                                                                                              |
| 1999 |                                                  | We Wish You a Merry Christmas               | Santa Man #1 Man #2                                                  | Videofilme                                                                                   |
| 1999 |                                                  | Our Friend, Martin                          | Reporter Demonstrant                                                 | Videofilme                                                                                   |
| 1999 |                                                  | O' Christmas Tree                           | Mann im Haus Stinktier Santa                                         | Videofilme                                                                                   |
| 1999 | Wakko’s Wunsch                                   | Wakko’s Wish                                | Wakko Warner                                                         | Videofilme                                                                                   |
| 1999 | Toy Story 2                                      | Toy Story 2                                 | verschiedene                                                         |                                                                                              |
| 2000 | Der Löwe von Oz und die magische Blume           | Lion of Oz                                  | Sänger                                                               |                                                                                              |
| 2000 | Joseph – König der Träume                        | Joseph: King of Dreams                      | Issachar Händler                                                     | Videofilme                                                                                   |
| 2000 | Die Abenteuer von Santa Claus                    | The Life & Adventures of Santa Claus        | Wagif Knook Riese verschiedene                                       | Videofilme                                                                                   |
| 2000 | Little Nicky – Satan Junior                      | Little Nicky                                | Gary, das Monster                                                    |                                                                                              |
| 2000 | Ein Königreich für ein Lama                      | The Emperor’s New Groove                    | verschiedene                                                         |                                                                                              |
| 2002 | Tom und Jerry – Der Zauberring                   | Tom and Jerry: The Magic Ring               | verschiedene                                                         | Polizist                                                                                     |
| 2002 | Scooby-Doo                                       | Scooby-Doo                                  | Monster                                                              |                                                                                              |
| 2002 | Lilo & Stitch                                    | Lilo & Stitch                               | verschiedene                                                         |                                                                                              |
| 2002 | Die Country Bears – Hier tobt der Bär            | The Country Bears                           | Langhaariger                                                         |                                                                                              |
| 2004 |                                                  | Comic Book: The Movie                       | Ricky                                                                | Videofilm auch Produzent                                                                     |
| 2004 | Cliffords großer Auftritt                        | Clifford’s Really Big Movie                 | Dirk                                                                 |                                                                                              |
| 2004 | Micky, Donald, Goofy – Die drei Musketiere       | Mickey, Donald, Goofy: The Three Musketeers | Major General                                                        | Videofilm                                                                                    |
| 2004 | Kangaroo Jack – Der Juwelenraub                  | Kangaroo Jack: G’Day U.S.A.!                | Typ                                                                  |                                                                                              |
| 2005 | Im Rennstall ist das Zebra los                   | Racing Stripes                              | verschiedene                                                         |                                                                                              |
| 2005 | Tom und Jerry – Abenteuer auf dem Mars           | Tom and Jerry: Blast Off to Mars            | Major Buzz Blister Marsmenschen General Arbeiter                     | Videofilme                                                                                   |
| 2005 | Tom & Jerry – Mit Vollgas um die Welt            | Tom and Jerry: The Fast and the Furry       | Buzz Blister Regisseur                                               | Videofilme                                                                                   |
| 2006 | Ice Age 2 – Jetzt taut’s                         | Ice Age: The Meltdown                       | verschiedene                                                         |                                                                                              |
| 2006 | Cars                                             | Cars                                        | verschiedene                                                         |                                                                                              |
| 2006 | Asterix und die Wikinger                         | Asterix and the Vikings                     | Cacofonix                                                            | englische Version                                                                            |
| 2006 | Tierisch wild                                    | The Wild                                    | verschiedene                                                         |                                                                                              |
| 2006 | Die Chroniken von Erdsee                         | Tales from Earthsea                         | Dealer                                                               | Englische Version                                                                            |
| 2007 | TMNT                                             | TMNT                                        | verschiedene                                                         |                                                                                              |
| 2007 | Könige der Wellen                                | Surf’s Up                                   | verschiedene                                                         |                                                                                              |
| 2007 | Transformers                                     | Transformers                                | Ironhide Barricade                                                   |                                                                                              |
| 2007 | Underdog – Unbesiegt weil er fliegt              | Underdog                                    | Astronaut                                                            |                                                                                              |
| 2007 | Jekyll                                           | Nebenrolle                                  | als Schauspieler                                                     |                                                                                              |
| 2008 | Horton hört ein Hu!                              | Horton Hears a Who!                         | ein anderes Hu!                                                      |                                                                                              |
| 2008 | Dragon Hunters – Die Drachenjäger                | Dragon Hunters                              | Gildas                                                               | englische Version                                                                            |
| 2008 | WALL·E – Der Letzte räumt die Erde auf           | WALL·E                                      | verschiedene                                                         |                                                                                              |
| 2008 | Space Chimps – Affen im All                      | Space Chimps                                | verschiedene                                                         |                                                                                              |
| 2008 | Ponyo – Das große Abenteuer am Meer              | Ponyo                                       | verschiedene                                                         | englische Version                                                                            |
| 2008 | Igor                                             | Igor                                        | Sprecher Wache                                                       |                                                                                              |
| 2009 | Oben                                             | Up                                          | Nurse AJ                                                             |                                                                                              |
| 2009 | Transformers                                     | Transformers: Revenge of the Fallen         | Ironhide                                                             | Nominierung für die Goldene Himbeere zusammen mit den restlichen Schauspielern und Sprechern |
| 2009 | El Superbeasto                                   | The Haunted World of El Superbeasto         | Onkel Carl                                                           |                                                                                              |
| 2009 | Wolkig mit Aussicht auf Fleischbällchen          | Cloudy with a Chance of Meatballs           | verschiedene                                                         |                                                                                              |
| 2009 | Fosters Haus für Fantasiefreunde                 | Foster’s Home for Imaginary Friends         | Sänger                                                               |                                                                                              |
| 2010 | Toy Story 3                                      | Toy Story 3                                 | Soldat                                                               |                                                                                              |
| 2010 | The Drawn Together Movie: The Movie!             | The Drawn Together Movie: The Movie!        | Captain Hero Wile E. Coyote                                          |                                                                                              |
| 2010 | Tom und Jerry als Sherlock Holmes und Dr. Watson | Tom and Jerry Meet Sherlock Holmes          | Pan Brett Jeremy                                                     | Videofilm                                                                                    |
| 2011 | Cars 2                                           | Cars 2                                      | verschiedene                                                         |                                                                                              |
| 2011 | Transformers 3                                   | Transformers: Dark of the Moon              | Ironhide                                                             | Nominiert für die Goldene Himbeere zusammen mit dem Rest der Crew                            |
| 2012 | Der Lorax                                        | The Lorax                                   | verschiedene                                                         |                                                                                              |
| 2012 | Ralph reichts                                    | Wreck-It Ralph                              | Don                                                                  |                                                                                              |
| 2013 | Die Monster Uni                                  | Monsters University                         | Verbindungsbruder MU Security Monster                                |                                                                                              |
| 2013 | Ich – Einfach unverbesserlich 2                  | Despicable Me 2                             | verschiedene                                                         |                                                                                              |
| 2013 |                                                  | I Know That Voice                           | er selbst                                                            | Dokumentation                                                                                |
| 2013 |                                                  | Get a Horse                                 | verschiedene                                                         | Dokumentation                                                                                |
| 2014 | Die Abenteuer von Mr. Peabody & Sherman          | Mr. Peabody & Sherman                       | George Washington Abraham Lincoln Bill Clinton Isaac Newton Polizist |                                                                                              |
| 2014 |                                                  | The Hero of Color City                      | Grün                                                                 |                                                                                              |
| 2015 | Alles steht Kopf                                 | Inside Out                                  | verschiedene                                                         |                                                                                              |

## Fernsehrollen
| Jahr            | Titel                                               | Originaltitel                                                     | Rollen                                                      | Anmerkungen                            |
| --------------- | --------------------------------------------------- | ----------------------------------------------------------------- | ----------------------------------------------------------- | -------------------------------------- |
| 1987            | Throb                                               | Throb                                                             | Mitglied der The Playthings                                 | eine Episode                           |
| 1990            |                                                     | Wake, Rattle & Roll                                               | Droop-A-Long Coyote Hardy Har Har                           |                                        |
| 1991            | Darkwing Duck                                       | Darkwing Duck                                                     | verschiedene                                                |                                        |
| 1992            | Camp Candy                                          | Camp Candy                                                        | verschiedene                                                | eine Episode                           |
| 1992            | Goofy und Max                                       | Goof Troop                                                        | verschiedene                                                | eine Episode                           |
| 1993            | Der rosarote Panther                                | The Pink Panther                                                  | verschiedene                                                | eine Episode                           |
| 1993            | Teenage Mutant Hero Turtles                         | Teenage Mutant Ninja Turtles                                      | Captain Zorax Wolf Jaxon                                    | Episode: Der Superturtle               |
| 1993            |                                                     | Problem Child                                                     | verschiedene                                                |                                        |
| 1993            | Bonkers, der listige Luchs von Hollywood            | Bonkers                                                           | Toon Bomb Charlie the Toon Pig Heckler verschiedene         | fünf Episoden                          |
| 1993            | Zwei dumme Hunde                                    | 2 Stupid Dogs                                                     | Eichhörnchen Maulwurf                                       |                                        |
| 1993–1995       | Biker Mice from Mars                                | Biker Mice from Mars                                              | Evil Eye Weevil Honka Lougie                                | diverse Episoden                       |
| 1993–1996       | Rockos Modernes Leben                               | Rocko’s Modern Life                                               | verschiedene                                                |                                        |
| 1993–1998       | Animaniacs                                          | Wakko Warner Walter Wolf Alvey Humphrey Bogart Cabby verschiedene | alle Episoden                                               |                                        |
| 1994            |                                                     | Where on Earth Is Carmen Sandiego?                                | verschiedene                                                |                                        |
| 1994            |                                                     | Red Planet                                                        | verschiedene                                                | Miniserie                              |
| 1994            | Die Legende von Prinz Eisenherz                     | The Legend of Prince Valiant                                      | verschiedene                                                | eine Episode                           |
| 1994            | Superhuman Samurai Syber-Squad                      | Superhuman Samurai Syber-Squad                                    | Mann Radiosprecher Rock n' Roll Virus                       | drei Episoden                          |
| 1994            | Tiny Toon Abenteuer                                 | Tiny Toon Spring Break Special                                    | Michael Molten-Lava Rank verschiedene                       | Episode 99                             |
| 1995            | Harrys Nest                                         | Empty Nest                                                        | Vince                                                       | eine Episode als Schauspieler          |
| 1995            | Felix, der Kater                                    | The Twisted Tales of Felix the Cat                                | verschiedene                                                |                                        |
| 1995            | Abenteuer mit Timon und Pumbaa                      | Timon & Pumbaa                                                    | Käfer                                                       | eine Episode                           |
| 1995–1998       | Pinky und der Brain                                 | Pinky and the Brain                                               | verschiedene                                                |                                        |
| 1996            | Die Fantastischen Vier mit neuen Abenteuern         | Fantastic Four                                                    | Impossible Man Super-Skrull                                 | Episode: Zurück in die Vergangenheit   |
| 1996            | Road Rovers                                         | Road Rovers                                                       | Jäger                                                       | 13 Episoden                            |
| 1996            | Dexters Labor                                       | Dexter's Laboratory                                               | verschiedene                                                |                                        |
| 1996            | Quack Pack – Onkel D. und die Boys                  | Quack Pack                                                        | verschiedene                                                | eine Episode                           |
| 1996–1998       | Casper                                              | The Spooktacular New Adventures of Casper                         | Fatso                                                       |                                        |
| 1997            | Rugrats                                             | Rugrats                                                           | Reiseführer Sänger Stimme                                   | eine Episode                           |
| 1997            | Extreme Ghostbusters                                | Extreme Ghostbusters                                              | verschiedene                                                |                                        |
| 1997            | Ich bin Wiesel                                      | I Am Weasel                                                       | französischer Premierminister Arbeiter                      | eine Episode                           |
| 1997            |                                                     | The Weird Al Show                                                 | Dr. Legume                                                  | eine Episode als Schauspieler          |
| 1997            | Johnny Bravo                                        | Johnny Bravo                                                      | verschiedene                                                |                                        |
| 1997            | Die Dschungelbuch-Kids                              | Jungle Cubs                                                       | Toucan                                                      | zwei Episoden                          |
| 1997            | Vampire Miyu                                        | Kyûketsuki Miyu                                                   | Takashi Kashiwabara                                         | eine Episode/englische Version         |
| 1997–1998       |                                                     | Life with Louie                                                   | verschiedene                                                | zwei Episoden                          |
| 1997–1998       | Disneys Große Pause                                 | Recess                                                            | Micky McCloud                                               | drei Episoden                          |
| 1998            |                                                     | Histeria!                                                         | verschiedene                                                |                                        |
| 1998            | Expedition der Stachelbeeren                        | The Wild Thornberrys                                              | Marsh Deer Schildkröte                                      | eine Episode                           |
| 1998–1999       | Die Geheimakten der Spürhunde                       | The Secret Files of the Spy Dogs                                  | William Big Jim Jones Frank Sir                             | vier Episoden                          |
| 1998–1999       | Mad Jack – Der beknackte Pirat                      | Mad Jack the Pirate                                               | Snuck verschiedene                                          |                                        |
| 1999            |                                                     | The New Woody Woodpecker Show                                     | verschiedene                                                |                                        |
| 1999            | Detention                                           |                                                                   | verschiedene                                                |                                        |
| 2000            | Captain Buzz Lightyear – Star Command               | Buzz Lightyear of Star Command                                    | Bartender Heads Clay                                        |                                        |
| 2000            | Poochini                                            | Poochini’s Yard                                                   | Verschiedene                                                |                                        |
| 2001, seit 2016 | Die Simpsons                                        | The Simpsons                                                      | Pancho                                                      |                                        |
| 2001            | Drew Carey Show                                     | The Drew Carey Show                                               | Elvis-Imitator                                              | eine Episode                           |
| 2001–2002       |                                                     | Horrible Histories                                                | Darren Dongle                                               | Dokuserie                              |
| 2001–2002       | Mickys Clubhaus                                     | House of Mouse                                                    | verschiedene                                                |                                        |
| 2001–2004       | Totally Spies!                                      | Totally Spies!                                                    | Jerry Frankie Dude Coach                                    |                                        |
| 2001–2007       | Die gruseligen Abenteuer von Billy und Mandy        | The Grim Adventures of Billy & Mandy                              | verschiedene                                                |                                        |
| 2002–2004       | Chalk Zone – Die Zauberkreide                       | ChalkZone                                                         | Joe Tabootie Lars Ansager verschiedene                      |                                        |
| 2002–2007       | Kim Possible                                        | Kim Possible                                                      | The Mayor                                                   |                                        |
| 2002–2008       | Deckname: Kids next door                            | Codename: Kids Next Door                                          | Ice Cream Man Chef Pierre Dr. Julious B. Sharp verschiedene |                                        |
| 2003            |                                                     | Clifford the Big Red Dog                                          | Rexxington singender Hund                                   | eine Episode                           |
| 2003            | Grimmig und Übel                                    | Evil Con Carne                                                    | Harv Polizist Radiosänger                                   | eine Episode                           |
| 2003            | Powerpuff Girls                                     | The Powerpuff Girls                                               | Gnomey                                                      | eine Episode                           |
| 2003            | Teenage Robot                                       | My Life as a Teenage Robot                                        | Sänger Todds Vater                                          | eine Episode                           |
| 2003–2005       | Duck Dodgers                                        | Duck Dodgers                                                      | Tosh Gopher Captain Peters Puerco                           |                                        |
| 2003–2005       | Clifford, der kleine rote Hund                      | Clifford’s Puppy Days                                             | Jorge Jorje Mr. Sidarsky                                    |                                        |
| 2004            | Scooby-Doo                                          | What's New, Scooby-Doo?                                           | Constable Flötenspieler Shane Flinty                        | eine Episode                           |
| 2004            | Fosters Haus für Fantasiefreunde                    | Foster’s Home for Imaginary Friends                               | verschiedene                                                |                                        |
| 2004            | Hi Hi Puffy AmiYumi                                 | Hi Hi Puffy AmiYumi                                               | verschiedene                                                | englische Version                      |
| 2004            | Cosmo & Wanda – Wenn Elfen helfen                   | The Fairly OddParents                                             | Sänger                                                      | eine Episode                           |
| 2004            | Higglystadt Helden                                  | Higglytown Heroes                                                 | Higglyhune Chief                                            | eine Episode                           |
| 2004–2009       | Drawn Together                                      | Drawn Together                                                    | Captain Hero verschiedene                                   |                                        |
| 2005            | Maggie                                              | The Buzz on Maggie                                                | Eugene Wendell verschiedene                                 | drei Episoden                          |
| 2005            | Camp Lazlo                                          | Camp Lazlo                                                        | verschiedene                                                |                                        |
| 2005            | Tripping the Rift                                   | Tripping the Rift                                                 | Captain Kirk                                                | eine Episode                           |
| 2006            | Pet Alien                                           | Pet Alien                                                         | Gumpers Swanky                                              | Nominierung für den Daytime Emmy Award |
| 2006            | Mein Schulfreund ist ein Affe                       | My Gym Partner’s a Monkey                                         | Bärenkind Krokodil                                          | eine Episode                           |
| 2006            | Katzekratz                                          | Catscratch                                                        | Mitchell, das Mammut                                        | eine Episode                           |
| 2006–2007       | Biker Mice from Mars                                | Biker Mice from Mars                                              | Ronaldo Rump Dr. Catorkian Bangers Camembert                |                                        |
| 2006–2009       | Tauschrausch                                        | The Replacements                                                  | Donny Rottweiler verschiedene                               |                                        |
| 2007            |                                                     | Random! Cartoons                                                  | Crank The Mall Security Guard                               | eine Episode                           |
| 2007            | In einem Land vor unserer Zeit                      | The Land Before Time                                              | Swooper                                                     | eine Episode                           |
| 2007            | El Tigre: Die Abenteuer des Manny Rivera            | El Tigre: The Adventures of Manny Rivera                          | verschiedene                                                |                                        |
| 2007–2008       | Chowder                                             | Chowder                                                           | verschiedene                                                | drei Episoden                          |
| 2008–2009       | The Secret Saturdays                                | The Secret Saturdays                                              | Piecemeal Nachrichtensprecher                               | zwei Episoden                          |
| 2008–2010       | Phineas und Ferb                                    | Phineas and Ferb                                                  | verschiedene                                                | zwei Episoden                          |
| 2008–2010       |                                                     | The Marvelous Misadventures of Flapjack                           | verschiedene                                                |                                        |
| 2009–2011       | The Super Hero Squad Show                           | The Super Hero Squad Show                                         | Odin Hercules Computer verschiedene                         |                                        |
| 2009–2012       | Dschungel, Dschungel!                               | Jungle Junction                                                   | Taxikrabbe                                                  |                                        |
| 2010            | Kick Buttowski – Keiner kann alles                  | Kick Buttowski: Suburban Daredevil                                | verschiedene                                                |                                        |
| 2010–2014       | Spezialagent Oso                                    | Special Agent Oso                                                 | Professor Buffo Chilly Buddy The Wicked King                |                                        |
| seit 2010       | Adventure Time – Abenteuerzeit mit Finn und Jake    | Adventure Time                                                    | verschiedene                                                |                                        |
| seit 2010       | Regular Show – Völlig abgedreht                     | Regular Show                                                      | verschiedene                                                |                                        |
| 2011–2013       | The Cleveland Show                                  | The Cleveland Show                                                | Tim                                                         |                                        |
| 2011–2013       | The Looney Tunes Show                               | The Looney Tunes Show                                             | Tosh Gopher verschiedene                                    |                                        |
| 2012            | Pound Puppies – Der Pfotenclub                      | Pound Puppies                                                     | verschiedene                                                | zwei Episoden                          |
| 2012            |                                                     | Motorcity                                                         | Texas                                                       |                                        |
| 2012            | Big Time Rush                                       | Big Time Rush                                                     | Babylace                                                    | eine Episode als Schauspieler          |
| 2012            | Tom und Jerry – Robin Hood und seine tollkühne Maus | Tom and Jerry: Robin Hood and His Merry Mouse                     | Pan                                                         |                                        |
| seit 2012       | Doc McStuffins, Spielzeugärztin                     | Doc McStuffins                                                    | Chilly Buddy The Wicked King                                |                                        |
| seit 2012       | Sofia die Erste – Auf einmal Prinzessin             | Sofia the First                                                   | Cedric der Zauberer Sir Gilliam Holzfäller verschiedene     |                                        |
| 2013            | Rick and Morty                                      | Rick and Morty                                                    | Scary Terry verschiedene                                    | zwei Episoden                          |
| 2014            | Mixels                                              | Mixels                                                            | Shuff Vulk Zaptor Meltus Burnard                            |                                        |
| 2014            | Penn Zero: Part-Time Hero                           | Penn Zero: Part-Time Hero                                         | verschiedene                                                | eine Episode                           |
| 2014            | Tom und Jerry und der verlorene Drache              | Tom and Jerry: The Lost Dragon                                    | Pan                                                         |                                        |
| seit 2014       | Die 7Z                                              | The 7D                                                            | Grimwold „Grim“ Düsterlich verschiedene                     |                                        |

## Videospiele
| Jahr | Titel                                           | Rolle | Anmerkungen       |
| ---- | ----------------------------------------------- | --- | ----------------- |
| 1990 | The Secret of Monkey Island                     | Bill Fettuccini Estervan – the SCUMM Bar Pirate Piraten-Anführer Ladenbesitzer Sword-Head Ghost                        |                   |
| 1994 | Quest for Glory IV: Shadows of Darkness         | Franz |                   |
| 1997 | Clayfighter 63 1/3                              | Kung Pow |                   |
| 1999 | Bugs Bunny: Lost in Time                        | Merlin 'Moyle' Munroe                                                                                                  |                   |
| 2000 | Star Wars Episode I: Jedi Power Battles         | Jedi Knight Ki-Adi-Mundi                                                                                               |                   |
| 2000 | 102 Dalmatians: Puppies to the Rescue           | Jean‑Pierre Le Pelt |                   |
| 2000 | Star Wars: Demolition                           | Darth Maul Malakili |                   |
| 2001 | Star Wars: Galactic Battlegrounds               | Darth Maul Gungan Bolo Trooper Hannoon Soldier                                                                         |                   |
| 2001 | Crash Bandicoot: The Wrath of Cortex            | Lo-Lo |                   |
| 2001 | Star Wars: Starfighter Special Edition          | Ric Olié Pirate Ground Forces                                                                                          |                   |
| 2001 | Rumble Racing                                   | Kommentator |                   |
| 2001 | Fallout Tactics                                 | verschiedene | [ 1 ]             |
| 2002 | Star Wars: Racer Revenge                        | Darth Maul |                   |
| 2002 | Star Wars: Obi-Wan                              | Gran Thug Ki-Adi-Mundi verwundeter Naboo-Soldat                                                                        |                   |
| 2002 | Kingdom Hearts                                  | Dr. Finkelstein Lock                                                                                                   | englische Version |
| 2002 | Star Wars Jedi Knight II: Jedi Outcast          | Mon Calomari Rogue Leader                                                                                              |                   |
| 2002 | Star Trek: Starfleet Command III                | verschiedene |                   |
| 2003 | Finding Nemo                                    | Marlin Bruce |                   |
| 2003 | Star Wars: Knights of the Old Republic          | Republic Soldier |                   |
| 2003 | Star Wars Jedi Knight: Jedi Academy             | Gran Trandoshan |                   |
| 2004 | Hot Shots Golf Fore!                            | Allan Regis | englische Version |
| 2004 | Spyro: A Hero’s Tail                            | Spyro the Dragon Hunter the Cheetah Moneybags the Bear Sgt. Byrd the Penguin Red Astor Magnus Titan Tomas verschiedene |                   |
| 2004 | The Nightmare Before Christmas: Oogie’s Revenge | Dr. Finkelstein |                   |
| 2005 | Robots                                          | Rodney Copperbottom verschiedene                                                                                       |                   |
| 2005 | Crash Tag Team Racing                           | Crash Bandicoot |                   |
| 2005 | Kingdom Hearts II                               | Dr. Finkelstein Lock                                                                                                   | englische Version |
| 2006 | Ice Age 2: The Meltdown                         | verschiedene |                   |
| 2006 | Over the Hedge                                  | Vincent King Rat Police Chief                                                                                          |                   |
| 2007 | Shrek the Third                                 | Piratenkapitän Bauer böser Ritter                                                                                      |                   |
| 2007 | Kingdom Hearts II: Final Mix+                   | Dr. Finkelstein Lock                                                                                                   | englische Version |
| 2007 | Crash of the Titans                             | Crash Bandicoot |                   |
| 2007 | Biker Mice from Mars                            | Ronaldo Rump Erzähler Goon                                                                                             |                   |
| 2007 | Ratchet & Clank Future: Tools of Destruction    | Schmuggler Klempner Papagei                                                                                            |                   |
| 2008 | Ratchet & Clank Future: Quest for Booty         | Schmuggler Klempner Papagei                                                                                            |                   |
| 2008 | Crash: Mind Over Mutant                         | Crash Bandicoot |                   |
| 2009 | Transformers: Revenge of the Fallen             | Ironhide |                   |
| 2009 | Ratchet & Clank Future: A Crack in Time         | Schmuggler Klempner Battery Bot                                                                                        |                   |
| 2010 | Marvel Super Hero Squad: The Infinity Gauntlet  | Hercules |                   |
| 2011 | Transformers: Dark of the Moon                  | Ironhide |                   |
| 2011 | Kinect Disneyland Adventures                    | Br'er Fox Br'er Rabbit                                                                                                 |                   |
| 2013 | Skylanders: Swap Force                          | Blast Zone |                   |
| 2013 | Ratchet & Clank: Into the Nexus                 | Plumber, Smuggler, Parrot                                                                                              |                   |
| 2014 | Skylanders: Trap Team                           | Flip Wreck, Blast Zone                                                                                                 |                   |
| 2015 | Skylanders: SuperChargers                       | Flip Wreck, Blast Zone                                                                                                 |                   |
| 2015 | Heroes of the Storm                             | E.T.C. |                   |
| 2016 | Ratchet & Clank                                 | Plumber, Skid McMarx, Blarg #4                                                                                         |                   |
| 2016 | Skylanders: Imaginators                         | Crash Bandicoot, Flip Wreck, Blast Zone, Fake Crash                                                                    |                   |
| 2017 | Crash Bandicoot N. Sane Trilogy                 | Crash Bandicoot, Pinstripe Potoroo, Ripper Roo                                                                         |                   |
| 2019 | Crash Team Racing Nitro-Fueled                  | Crash Bandicoot, Baby Crash                                                                                            |                   |
| 2021 | Crash Bandicoot: On the Run!                    | Crash Bandicoot |                   |
| 2021 | Ratchet & Clank: Rift Apart                     | Skidd, Phantom |                   |
| 2022 | Return to Monkey Island                         | LeChuck |                   |

## Park-Attraktionen
| Jahr       | Titel                         | Parks                                       | Rolle                                 |
| ---------- | ----------------------------- | ------------------------------------------- | ------------------------------------- |
| 1989, 1992 | Splash Mountain               | Disneyland, Disneyland Tokyo, Magic Kingdom | Br'er Rabbit, Br'er Fox, verschiedene |
| 2007       | Finding Nemo Submarine Voyage | Disneyland                                  | Marlin                                |